# 2020년 엘라지즈 지진
튀르키예 엘라즈으주 지진은(튀르키예어: 2020 Elazığ depremi) 2020년 1월 24일 현지시각 오후 8시 55분 (세계 표준시 17시 55분), 튀르키예 동부 엘라즈으주를 중심으로 발생한 지진이다. 이번 지진의 규모는 6.7 (USGS)에서 6.5 (칸딜리 천문대)로 측정되었으며, 진앙은 엘라즈으주 시브리제 마을 부근이다. 엘라즈으주 외에도 디야르바크르주, 말라티아주, 아드야만주 등의 인접 지역은 물론 아르메니아, 시리아, 이란 등 주변국에도 진동이 느껴졌다. 이번 지진으로 최소 38명이 사망하였으며 부상자는 1,600명에 달한다.

## 배경
튀르키예는 아나톨리아판에 놓여 있는 국가로, 동쪽으로는 아라비아판, 유라시아판과 접해 있으며 판이 충돌하면서 서쪽 방면으로 밀리는 형세다. 이러한 움직임으로 두 개의 큼지막한 주향이동단층 구간이 형성되어 있는데, 하나는 튀르키예 북부의 북아나톨리아 단층 우측을 따라가며 동서로 나 있고 다른 하나는 동남부의 동아나톨리아 단층 좌측을 따라가며 남서-북동 방면의 대각선으로 나 있다. 이들 두 단층이 움직임에 따라 예로부터 크고 강한 지진이 발생하고 있는 것이다. 최근에 동아나톨리아 단층에서 발생한 주요 지진으로는 2003년 빙괼 지진과 2010년 엘라즈으 지진이 있었다.

## 지진

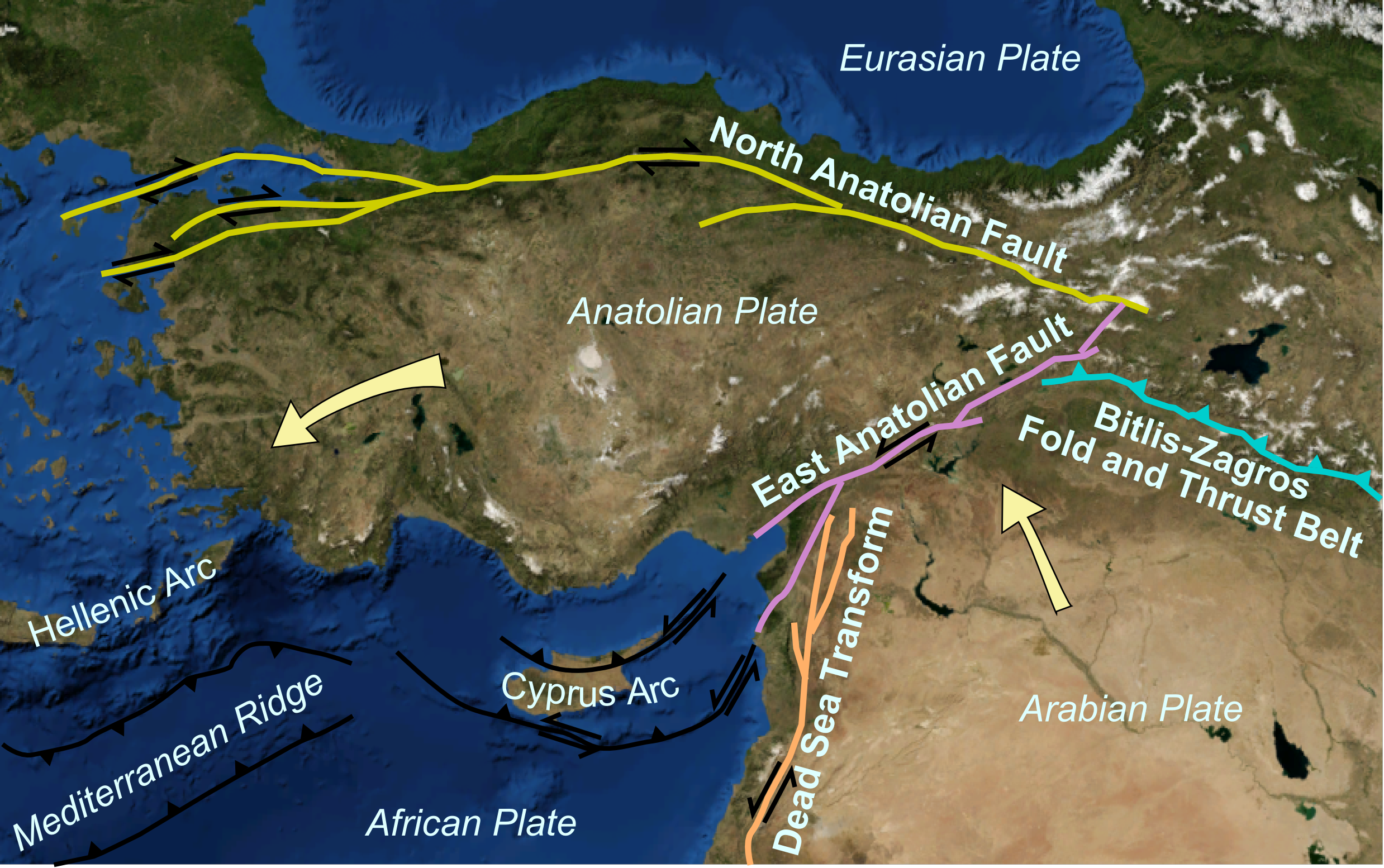
아나톨리아판과 동아나톨리아 단층을 표시한 지도

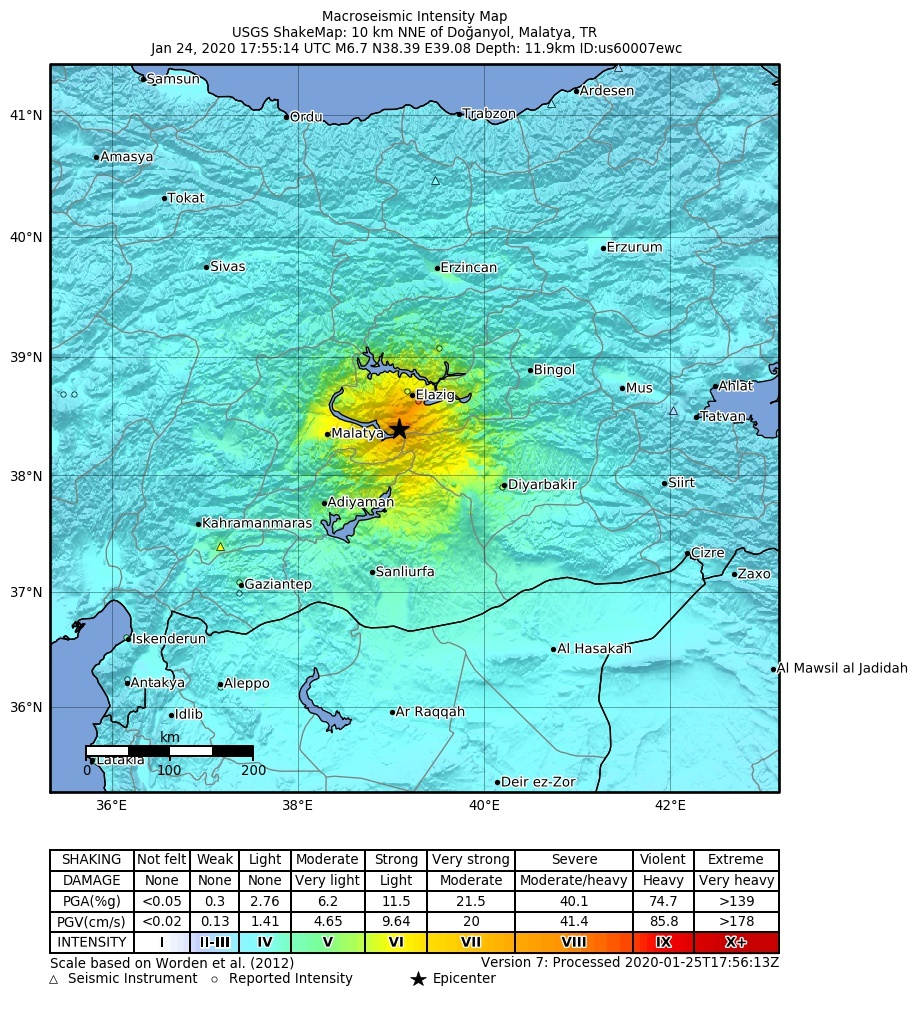
진도 분포도

미국 지질조사국의 ANSS 집계에 따르면 이번 엘라즈으 지진의 규모는 6.7이며, 진앙의 깊이는 11.9km이다. 튀르키예의 지진측정소인 칸딜리 천문대에서는 규모 6.5, 깊이 5.0km로 발표하였다. 지진이 지속된 시간은 약 40초로 전해졌다. 측정된 진원정보와 진앙 위치 역시 동아나톨리아 단층의 움직임으로 발생한 지진과 일치하였다. 본진 이후 수차례의 여진이 감지되었으며, 그 중에서 규모 4.0 이상급 여진은 총 17회 발생하였다. 가장 큰 여진은 1월 25일 오후 20시 30분에 발생한 것으로 규모 5.1이었다.
지진의 진앙은 튀르키예의 수도 앙카라에서 동쪽으로 550km 떨어진 시브리제 마을 부근이었다. 시브리제 마을의 인구는 약 4,000여 명으로 전반적으로 인구밀도가 낮은 지역에 자리잡고 있으며 하자르 호수에 인접한 곳이다.

## 피해
지진으로 인해 엘라즈으주와 말라티아주 지역에서 80채 이상의 건물이 붕괴되었으며 그 안에 있던 시민들이 매몰되는 피해가 발생했다. 확인된 사망자는 38명으로 대부분 엘라즈으주 출신으로 집계되었다. 여기에 1,600여명의 부상자가 발생하였으며 이 역시 대부분은 엘라즈으주에서 발생했다. 붕괴된 건물에서 구조된 사람은 현재까지 39명이다. 이번 지진으로  현지 방송국 채널 '에데사'가 생방송을 중단하기도 했다. 진앙지인 엘라즈으주 외에도 아드야만주, 카흐라만마라시주, 디야르바크르주, 샨르우르파주, 바트만주 등지에서도 수십명의 부상자가 발생하였다. 아드야만주에서는 한 교도소가 지진으로 파괴되면서 죄수들을 대피시키기도 했다.
1월 25일 BBC의 보도에 따르면 아직까지 붕괴된 건물에 매몰된 사람은 20명 이상이며, 구조된 사람은 42명을 넘는다고 튀르키예 정부가 밝혔다. 매몰자 구조작업 중 잔해 속에 갇혀있던 한 노인 여성이 19시간만에 구출되기도 하였다. 지진으로 이재민이 된 엘라즈으주 시민들은 학교와 체육관에 임시 수용되었는데 그 규모는 약 15,000명에 달하며 차후 이재민들을 위해 천막 5,000개를 설치할 것이라고 튀르키예 내무부장관이 밝혔다.

## 같이 보기
- 튀르키예의 지진 목록
- 아나톨리아판
- 북아나톨리아 단층대